# Tonight/Miss You Nights
"Tonight"/"Miss You Nights" é o 16º single do grupo irlandês Westlife e o segundo e último lançado do álbum Unbreakable - The Greatest Hits Vol. 1. Ele foi lançado como um lado A duplo no Reino Unido, mas em alguns outros países, ambas as músicas foram lançadas separadamente. "Tonight" foi escrita por Steve Mac, Hector Wayne e Jörgen Elofsson. "Miss You Nights" é uma canção escrita por Dave Townsend e gravada originalmente por Cliff Richard em 1975. Na época, ele tinha alcançado 15º lugar na UK Singles Chart.
O single atingiu o 3º lugar na UK Singles Chart, tornando-se o segundo single a não ficar em 1º da banda. Ele vendeu mais de 115,000 no Reino Unido até agora.

## Faixas
CD1
1. "Tonight" (Single Remix) - 4:43
2. "Miss You Nights" (Single Remix) - 3:09
3. "Where We Belong" - 3:35
4. "Tonight" (Video) - 4:43

CD2
1. "Tonight" (Single Remix) - 4:43
2. "Tonight" (12" Metro Mix) - 8:12
3. "Miss You Nights" (Video) - 3:09

Single australiano
1. "Tonight" (Single Remix) - 4:43
2. "Tonight" (12" Metro Mix) - 8:12
3. "Where We Belong" - 3:35

Single japonês
1. "Tonight" (Radio Edit) - 3:54
2. "Tonight" (7" Metro Mix) - 4:11

Single alemão
1. "Tonight" (Single Remix) - 4:43
2. "Where We Belong" - 3:35

## Desempenho nas paradas
| Parada                    | Posição mais alta |
| ------------------------- | ----------------- |
| Australian Singles Chart  | 65                |
| Austrian Singles Chart    | 58                |
| Danish Singles Chart      | 10                |
| German Singles Chart      | 47                |
| Irish Singles Chart       | 1                 |
| Netherlands Singles Chart | 55                |
| Swedish Singles Chart     | 33                |
| UK Singles Chart          | 3                 |
| UK Radio Airplay Chart    | 13                |